# Ампон (Мозель)
Ампо́н (фр. Hampont, нем. Hudingen) — коммуна на северо-востоке Франции в регионе Гранд-Эст (бывший Эльзас — Шампань — Арденны — Лотарингия), департамент Мозель, округ Сарбур — Шато-Сален, кантон Сольнуа. До марта 2015 года коммуна административно входила в состав упразднённого кантона Шато-Сален.

## Географическое положение
Ампон расположен в 45 км к юго-востоку от Меца. Соседние коммуны: Бюрльонкур и Обрек на севере, Шато-Вуэ, Сотзелен и Вюис на северо-востоке, Сен-Медар на юго-западе, Шато-Сален на западе, Пюттиньи на северо-западе.

## История
- Коммуна была поделена между бывшем герцогством Лотарингия и епископатом Меца.

## Демография
По переписи 2007 года в коммуне проживало 208 человек. 

## Достопримечательности
- Церковь Сен-Мартен, в неороманском стиле, сооружена в 1860 году тамплиерами.
- Руины часовни Сент-Элуа в Морвиле (около 1682 года).

## Известные уроженцы
- Теодор Эйке (1892—1943) — обергруппенфюрер СС, один из создателей системы концентрационных лагерей в нацистской Германии.